# Rangela laht
Rangela laht ist ein natürlicher See in der Landgemeinde Saaremaa im Kreis Saare, auf der größten estnischen Insel Saaremaa. 3,1 Kilometer vom 0,5 Hektar großen See entfernt liegt der Ort Viltina und 120 Meter entfernt die Ostsee. Mit einer maximalen Tiefe von einem Meter ist er sehr seicht.